# Aleksander Tyszkiewicz (1864–1945)
Aleksander Tyszkiewicz, lit. Aleksandras Tiškevičius (ur. 6 kwietnia 1864 w Paryżu, zm. 27 maja 1945 w Elsten koło Cappeln w Niemczech) – polski hrabia, ziemianin, właściciel Kretyngi i okolicznych włości na Żmudzi. Szambelan papieski, kamerjunkier rosyjski od 1904, poseł do rosyjskiej Rady Państwa w 1906.

## Życiorys
Urodził się jako syn Józefa, dziedzica posiadłości w Landwarowie (później – w Kretyndze), oraz Zofii z Horwattów. W 1883 roku ukończył Nikołajewską Szkołę Inżynierów Wojskowych w Petersburgu, później przez trzy lata służył jako saper w gwardii cesarskiej.
Po powrocie na Litwę zamieszkał w Kretyndze – dobra należące do Tyszkiewiczów zajmowały ok. 20 tys. ha gruntów – był również właścicielem majątków Duniłowicze koło Wilejki i Ostrożanki na Polesiu mozyrskim.
Udzielał się społecznie – w 1892 roku wstąpił do Klubu Szlacheckiego w Wilnie, osiem lat później znalazł się w gronie sędziów honorowym powiatu telszańskiego. W tym samym roku wybrano go członkiem zarządu Towarzystwa Rolniczego Kowieńskiego, którego był wiceprezesem w latach 1905–1906.
Na jesieni 1905 roku wziął udział w pracach tzw. Komisji Ziemskiej, która miała za zadanie wprowadzenie instytucji ziemstw w guberniach Kraju Północno-Zachodniego. Opowiadał się za szeroką autonomią ziem litewskich, za prawem do ich rozwoju społecznego i kulturalnego, za równouprawnieniem trzech narodowości zamieszkujących Wielkie Księstwo Litewskie.
6 kwietnia 1906 roku wybrano go posłem do Rady Państwa, w której został m.in. członkiem komisji składu osobistego i wewnętrznego urządzenia. Był wyborcą do I i IV Dumy z puli ziemiańskiej powiatu Telsze.
W 1909 roku założył polskie gimnazjum w Telszach, zostając przewodniczącym Towarzystwa ds. jego utrzymania (do 1915 roku). W latach 1912–1915 stał na czele telszańskiego oddziału Towarzystwa Rolniczego Kowieńskiego.
Po wybuchu I wojny światowej przeniósł się do Petersburga, obejmując urząd szefa departamentu rosyjskiego MSW ds. wysiedleń, zajmował się problemem uchodźców wojennych z zachodnich ziem Cesarstwa.
Na skutek wybuchu rewolucji październikowej powrócił na Żmudź, gdzie władze niemieckie naznaczyły go delegatem ds. polskiej ludności przy naczelniku powiatu w Kretyndze. Po uzyskaniu przez Litwę niezależności w 1918 roku opowiedział się za lojalną współpracą z państwem litewskim, został m.in. członkiem zbliżonego do narodowców Związku Rolników Litewskich, szefował radzie gminy w Kretyndze. Mimo to znaczna część majątku należącego do kretynżskiej linii Tyszkiewiczów została przejęta przez państwo na mocy uchwalonej w 1922 roku reformy rolnej.
Był żonaty z Marią Pusłowską (1866–1939), właścicielką majątku Giełgudyszki koło Jurborka.
Jego dzieci:
- Stanisław Tyszkiewicz (Landwarów 1888 – Lipnica 1965), burmistrz Warszawy w okresie międzywojennym
- Józef Tyszkiewicz (1889 – Łódź 1967), właściciel dóbr Duniłowicze w guberni wileńskiej
- Maria Tyszkiewicz (Kretynga 1891 – 1896)
- Aleksandra Tyszkiewicz (1893 – Sieradz 1983), w zgromadzeniu ss. urszulanek
- Helena Tyszkiewicz (ur. ok. 1894)
- Kazimierz Viktor Justyn Maria Tyszkiewicz (Kretynga 1896 – Szkudy na Litwie 1941, pogrzebany w Kretyndze)
- Anna Maria Tyszkiewicz (ur. 1897 w Kretyndze)
- Jerzy Tyszkiewicz (Kretynga 1899 – Warszawa 1939)
- Izabeła Tyszkiewicz (ur. ok. 1900)
- Imakulata Maria Helena (Kretynga 1904 – Francja ok. 1990)

Jego siostra Zofia wyszła za mąż za Henryka Dembińskiego.